# New York Knicks 1968-1969
La stagione 1968-69 dei New York Knicks fu la 20ª nella NBA per la franchigia.
I New York Knicks arrivarono terzi nella Eastern Division con un record di 54-28. Nei play-off vinsero la semifinale di division con i Baltimore Bullets (4-0), perdendo poi la finale di conference con i Boston Celtics (4-2).

## Roster
| N° | Naz.                   | Ruolo | Sportivo         | Anno | Alt. | Peso |
| -- | ---------------------- | ----- | ---------------- | ---- | ---- | ---- |
| 5  | Stati Uniti (bandiera) | A     | Don May          | 1946 | 193  | 91   |
| 6  | Stati Uniti (bandiera) | GA    | Mike Riordan     | 1945 | 193  | 91   |
| 8  | Stati Uniti (bandiera) | C     | Walt Bellamy     | 1939 | 211  | 102  |
| 10 | Stati Uniti (bandiera) | AC    | Walt Frazier     | 1945 | 193  | 91   |
| 12 | Stati Uniti (bandiera) | GA    | Dick Barnett     | 1936 | 193  | 86   |
| 16 | Stati Uniti (bandiera) | G     | Howard Komives   | 1941 | 185  | 84   |
| 17 | Stati Uniti (bandiera) | C     | Nate Bowman      | 1943 | 208  | 104  |
| 18 | Stati Uniti (bandiera) | AC    | Phil Jackson     | 1945 | 203  | 100  |
| 19 | Stati Uniti (bandiera) | AC    | Willis Reed      | 1942 | 206  | 107  |
| 20 | Stati Uniti (bandiera) | AC    | Bill Hosket      | 1946 | 203  | 102  |
| 22 | Stati Uniti (bandiera) | GA    | Dave DeBusschere | 1940 | 198  | 100  |
| 24 | Stati Uniti (bandiera) | GA    | Bill Bradley     | 1943 | 196  | 93   |
| 33 | Stati Uniti (bandiera) | GA    | Cazzie Russell   | 1944 | 196  | 99   |

## Staff tecnico
- Allenatore: Red Holzman